# Henry Percy (11. książę Northumberland)
Henry Alan Walter Richard Percy (ur. 1 lipca 1953, zm. 31 października 1995) – 11. książę Northumberland, par Wielkiej Brytanii, jeden z największych posiadaczy ziemskich Zjednoczonego Królestwa; najstarszy syn Hugh Percy'ego, 10. księcia Northumberland, i Elizabeth Diany Montagu-Douglas-Scott, córki 8. księcia Buccleuch.
Kształcił się w Eton College i Christ Church w Oksfordzie. Tytuł książęcy odziedziczył po śmierci swojego ojca w 1988 r. Jako książę zajmował się przybliżaniem i popularyzowaniem historii swojego rodu i wybitnych jego przedstawicieli. Zajął się także upiększaniem rodowej rezydencji Percy'ch, Syon House. Książę chiał również zaistnieć w branży filmowej. Założył więc własne studio (The Hotspur Productions), które w 1994 r. wyprodukowało film Zagubieni w Afryce (Lost in Africa) w którym małą rolę (porwanego turysty George'a) zagrał sam książę. Jak sam twierdził nigdy nie zapomniał swoich kwestii z tego filmu.
Studio nie spełniło pokładanych w nim nadziei i książę musiał zrezygnować z podboju świata filmu. Stał się bohaterem tabloidów, kiedy wyszedł na jaw jego romans z matką supermodelki Naomi Campbell. Książę zmarł w 1995 r., w wieku 42. lat. Nigdy się nie ożenił i nie zostawił potomstwa. Przyczyną jego śmierci było chroniczne zmęczenie mięśni (myalgic encephalomyelitis), związane prawdopodobnie z uzależnieniem od amfetaminy.
Northumberland był chrześniakiem królowej Elżbiety II i członkiem Towarzystwa Królewskiego.
Tytuł książęcy przejął młodszy brat Henry'ego, Ralph.